# ريكاردو فيرنانديز (لاعب كرة قدم)
ريكاردو فيرنانديز (بالبرتغالية: Ricardo Ribeiro Fernandes‏) (21 أبريل 1978 في البرتغال - ) هو لاعب كرة قدم برتغالي في مركز الوسط. لعب مع أنورثوسيس فاماغوستا وأيل ليماسول وسبورتينغ لشبونة وموريرينسي وميتالورغ دونيتسك ونادي أبويل ونادي أكاديميكا كويمبرا ونادي أومونيا ونادي بانيتوليكوس ونادي بورتو ونادي جل فيسنتي ونادي هبوعيل بئر السبع ونادي فريموند ‏ ودوكسا كاتوكوبياس ‏ ونادي سانتا كلارا.

## وصلات خارجية
- ريكاردو فيرنانديز (لاعب كرة قدم) على موقع الاتحاد الأوربي (الإنجليزية)
- ريكاردو فيرنانديز (لاعب كرة قدم) على موقع اتحاد أوكرانيا (الإنجليزية)
- ريكاردو فيرنانديز (لاعب كرة قدم) على موقع قاعدة بيانات كرة القدم.إي يو (الإنجليزية)
- ريكاردو فيرنانديز (لاعب كرة قدم) على موقع Soccerway.com (الإنجليزية)